# Lijst van jeugd-wereldkampioenen triatlon
Dit is een lijst van jeugd-wereldkampioenen triatlon.

## Mannen
2015 : Chicago, Verenigde Staten
1. Manoel Messias
2. Peer Sönksen
3. Léo Bergere

2014 : Edmonton, Canada
1. Raphael Montoya
2. Jacob Birtwhistle
3. Calvin Quirk

2013 : Londen, Verenigd Koninkrijk
1. Dorian Coninx
2. Marc Austin
3. Grant Sheldon

2012 : Auckland, Nieuw-Zeeland
1. Wian Sullwald
2. Simon Viain
3. Constantine Doherty

2011 : Peking, China
1. Lukas Verzbicas
2. Justus Nieschlag
3. Tony Smoragiewicz

2010 : Boedapest, Hongarije
1. Fernando Alarza
2. Thomas Bishop
3. Kevin McDowell

2009 : Gold Coast, Australië
1. Mario Mola
2. Jonathan Brownlee
3. Kristof Kiraly

2008 : Vancouver, Canada
1. Vincent Luis  FRA 57.06
2. Dennis Vasilliev  RUS 57.36
3. Johnathan Brownlee  GBR 57.43

2007 : Hamburg, Duitsland
1. Aurélien Raphael  FRA 53.43
2. Alistair Brownlee  GBR 54.09
3. Vincent Luis  FRA 54.16

2006 : Lausanne, Zwitserland
1. Alistair Brownlee  GBR 59.03
2. Aleksandr Broechankov  RUS 59.16
3. Joao Silva  POR 59.25

2005 : Gamagori, Japan
1. Steve Duplinsky  USA 55.08
2. Jonathan Zipf  GER 55.37
3. Aurélien Raphaël  FRA 55.46

2004 : Funchal, Madeira, Portugal
1. Valentin Meshcheryakov  RUS 1:05.25
2. Oliver Freeman  GBR 1:05.32
3. Will Clarke  GBR 1:05.41

2003 : Queenstown, Nieuw-Zeeland
1. Terenzo Bozzone  NZL 1:01.35
2. David Hauss  FRA 1:01.40
3. Valentin Meshcheryakov  RUS 1:01.42

2002 : Cancún, Mexico
1. Terenzo Bozzone  NZL 56.00
2. David Hauss  FRA 56.03
3. Tyler Butterfield  BER 56.04

2001 : Edmonton, Canada
1. Sebastian Dehmer  GER 1:51.22
2. Emilio D'Aquino  ITA 1:51.30
3. Luke McKenzie  AUS 1:52.07

2000 : Perth, Australië
1. Frédéric Belaubre  FRA 1:57.32
2. Leonid Ivanov  RUS 1:57.57
3. Dmitriy Smurov  KAZ 1:58.30

1999 : Montreal, Canada
1. Courtney Atkinson  AUS 1:49.04
2. Christian Weimer  GER 1:49.25
3. Iván Raña  ESP 1:49.41

1998 : Lausanne, Zwitserland
1. Tim Don  GBR 1:59.10
2. Bryce Quirk  AUS 1:59.47
3. Levi Maxwell  AUS 1:59.52

1997 : Perth, Australië
1. Andrey Glushchenko  UKR 1:53.25
2. András Heczey  HUN 1:53.38
3. Clemente Alonso  ESP 1:54.15

1996 : Cleveland, Verenigde Staten
1. Sébastien Berlier  FRA 1:49.25
2. Andreas Raelert  GER 1:49.42
3. Trent Chapman  AUS 1:49.55

1995 : Cancún, Mexico
1. Chris Hill  AUS 1:56.17
2. Craig Walton  AUS 1:57.10
3. Ralph Zeetsen  NED 1:58.12

1994 : Wellington, Nieuw-Zeeland
1. Ben Bright  AUS 1:53.48
2. Richard Allen  GBR 1:55.06
3. Alexandre Manzan  BRA 1:55.12

1993 : Manchester, Verenigd Koninkrijk
1. Olivier Hufschmid  SUI 1:56.26
2. Ryan Bolton  USA 1:56.31
3. Alexandre Manzan  BRA 1:56.43

1992 : Huntsville, Canada
1. Spencer Smith  GBR 1:53.57
2. Cameron Brown  NZL 1:56.07
3. Matthew Belfield  GBR 1:56.27

1991 : Gold Coast, Australië
1. Erik Myllymäki  FIN 1:52.30
2. Sämi Blattmann  SUI 1:52.39
3. Ben Bright  AUS 1:52.55

1990 : Orlando, Verenigde Staten
1. Thomas Leutenegger  SUI 1:57.40
2. Lach Vollmerhause  AUS 1:58.46
3. Stéphane Poulat  FRA 1:59.01

1989 : Avignon, Frankrijk
1. Björn Gustafsson  FRG 2:05.51
2. Enrique Quevedo  MEX 2:07.46
3. Dave Pier  USA 2:09.04

## Vrouwen
2015 : Chicago, Verenigde Staten
1. Laura Lindemann
2. Taylor Knibb
3. Lotte Miller

2014 : Edmonton, Canada
1. Laura Lindemann
2. Cassandre Beaugrand
3. Audrey Merle

2013 : Londen, Verenigd Koninkrijk
1. Tamara Gorman
2. Georgia Taylor-Brown
3. Laura Lindemann

2012 : Auckland, Nieuw-Zeeland
1. Fumika Matsumoto
2. Léonie Périault
3. Tamara Gorman

2011 : Peking, China
1. Mikayla Nielsen
2. Ashlee Bailie
3. Hanna Philippin

2010 : Boedapest, Hongarije
1. Ashleigh Gentle
2. Charlotte Bauer
3. Joanna Brown

2009 : Gold Coast, Australië
1. Emmie Charayron
2. Emma Jackson
3. Rachel Klamer

2008 : Vancouver, Canada
1. Kristy McWilliam  GBR 1.04.05
2. Ashleigh Gentle  AUS 1.04.43
3. Zsofia Thoth  HUN 1.04.47

2007 : Hamburg, Duitsland
1. Hollie Avil  GBR 59.43
2. Ashleigh Gentle  AUS 59.54
3. Rebecca Robisch  GER 1:00.10

2006 : Lausanne, Zwitserland
1. Kirsten Sweetland  CAN 1:05.58
2. Flora Duffy  BER 1:06.07
3. Rebecca Robisch  GER 1:06.12

2005 : Gamagori, Japan
1. Anais Moniz  POR 1:01.18
2. Rebecca Spence  NZL 1:01.39
3. Melanie Sexton  AUS 1:01.44

2004 : Funchal, Madeira, Portugal
1. Juliette Bénédicto  FRA 1:14.17
2. Sarah Bryant  NZL 1:14.49
3. Marta Jiménez  ESP 1:14.50

2003 : Queenstown, Nieuw-Zeeland
1. Felicity Abram  AUS 1:06.49
2. Maxine Seear  AUS 1:07.06
3. Vanessa Fernandes  POR 1:07.24

2002 : Cancún, Mexico
1. Marion Lorblanchet  FRA 1:01.19
2. Wendy de Boer  NED 1:01.20
3. Liz May  LUX 1:01.46

2001 : Edmonton, Canada
1. Nicola Spirig  SUI 2:04.11
2. Beatrice Lanza  ITA 2:04.26
3. Jodie Swallow  GBR 2:04.45

2000 : Perth, Australië
1. Annaliese Heard  GBR 2:10.06
2. Melanie Mitchell  AUS 2:11.28
3. Nicola Spirig  SUI 2:12.19

1999 : Montreal, Canada
1. Annaliese Heard  GBR 2:03.03
2. Nicola Spirig  SUI 2:03.26
3. Josie Loane  AUS 2:04.05

1998 : Lausanne, Zwitserland
1. Nicole Hackett  AUS 2:13.17
2. Rebekah Keat  AUS 2:13.52
3. Beth Thomson  GBR 2:14.35

1997 : Perth, Australië
1. Nicole Hackett  AUS 2:05.31
2. Beth Thomson  AUS 2:07.55
3. Melanie Mitchell  AUS 2:08.29

1996 : Cleveland, Verenigde Staten
1. Joanne King  AUS 2:01.16
2. Marie Overbye  DEN 2:03.33
3. Erika Molnár  HUN 2:03.44

1995 : Cancún, Mexico
1. Marie Overbye  DEN 2:10.16
2. Joelle Franzmann  GER 2:12.33
3. Belinda Cheney  AUS 2:12.49

1994 : Wellington, Nieuw-Zeeland
1. Clare Carney  AUS 2:09.39
2. Marie Overbye  DEN 2:10.23
3. Melinda Walsh  AUS 2:12.20

1993 : Manchester, Verenigd Koninkrijk
1. Sarah Harrow  NZL 2:13.23
2. Natalya Orchard  AUS 2:14.22
3. Marie Overbye  DEN 2:15.24

1992 : Huntsville, Canada
1. Sonja Krolik  GER 2:08.09
2. Sarah Harrow  NZL 2:08.45
3. Kirstie Otto  CAN 2:14.29

1991 : Gold Coast, Australië
1. Sonja Krolik  GER 2:05.02
2. Lena Edmonston  AUS 2:09.36
3. Katarina Ebeling  FIN 2:09.41

1990 : Orlando, Verenigde Staten
1. Sonja Krolik  FRG 2:11.32
2. Natalya Orchard  AUS ???
3. Alex Stewart  NZL ???

1989 : Avignon, Frankrijk
1. Kristen McCary  USA 2:22.49
2. Amy Wheeler  USA 2:24.14
3. Cédrine Soulet  FRA 2:25.24